# Курковичі (Стародубський район)
Курковичі (рос. Курковичи) — село Стародубського району Брянської області, Російська Федерація. Входить до складу Понуровського сільського поселення.
Населення становить 462 особи (2010).

## Історія
За даними на 1859 рік у козачому й власницькому селі Стародубського повіту Чернігівської губернії мешкало 2344 осіб (588 чоловічої статі та 560 — жіночої), налічувалось 123 дворових господарства, існувала православна церква.
Станом на 1886 у колишньому державному й власницькому селі Понуровської волості мешкало 2069 осіб налічувалось 306 дворових господарств, існували 2 православні церкви, школа, постоялий будинок, 2 лавки, вітряний млин.
За даними на 1893 рік у поселенні мешкало 2006 осіб (966 чоловічої статі та 1040 — жіночої), налічувалось 350 дворових господарств.
За переписом 1897 року кількість мешканців зменшилась до 1729 осіб (770 чоловічої статі та 959 — жіночої), з яких 1665 — православної віри.